# Övre Storvik
Övre Storvik is een plaats in de gemeente Sandviken in het landschap Gästrikland en de provincie Gävleborgs län in Zweden. De plaats heeft 63 inwoners (2005) en een oppervlakte van 18 hectare.